# Улица Морских пехотинцев (Владикавказ)
Улица Морских пехотинцев — улица во Владикавказе, Северная Осетия, Россия. Располагается в Северо-Западном муниципальном округе. Начинается от улицы Владикавказской и заканчивается улицей Асланбека Хадарцева.
Улицу Морских пехотинцев пересекает улица Весенняя. От угла пересечения с улицей Владикавказской по чётной стороне улицы Морских пехотинцев располагается площадь Фонтанов.
Улица образовалась во второй половине XX века и называлась как Парковая улица.
6 мая 1985 года Парковая улица была переименована в улицу Морских пехотинцев.